# ورزشگاه اپل آرنا
ورزشگاه اپل آرنا (انگلیسی: Opel Arena) یک ورزشگاه فوتبال در ماینتس، آلمان است.
این ورزشگاه که در سال ۲۰۱۱ تأسیس شده دارای ۳۴٬۰۰۰ نفر ظرفیت است و ورزشگاه خانگی باشگاه فوتبال ماینتس ۰۵ محسوب می‌شود.

## نگارخانه

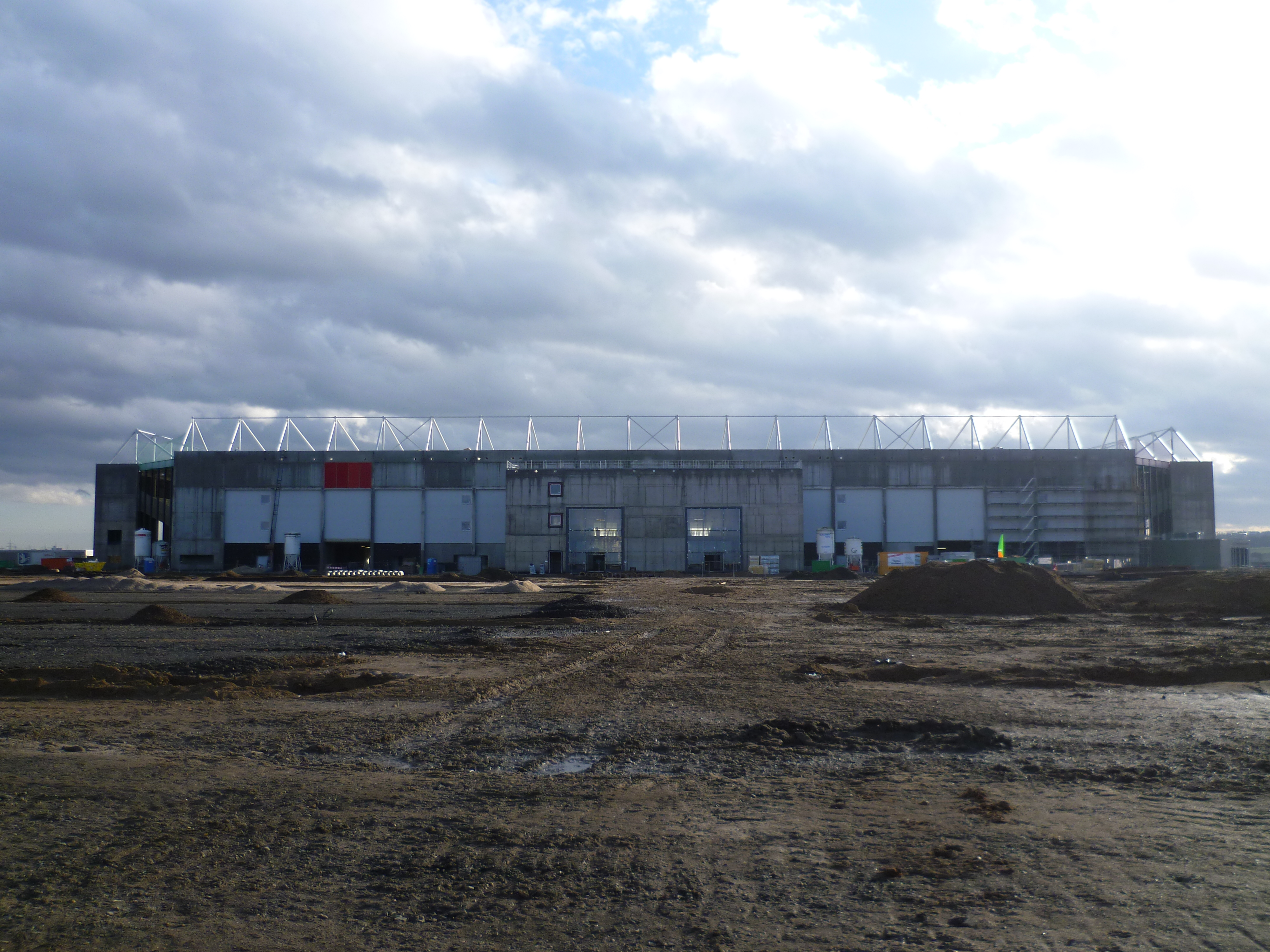
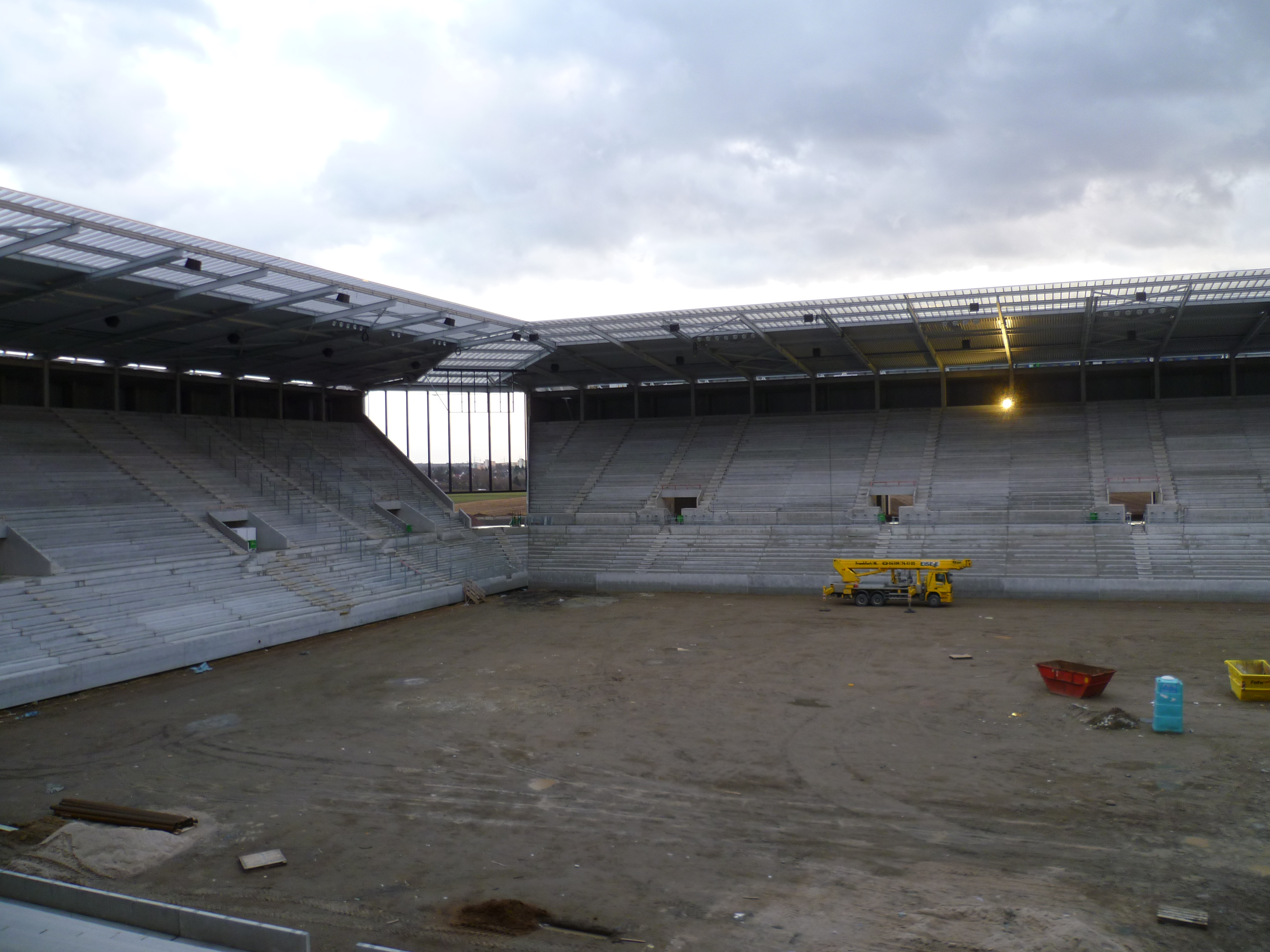
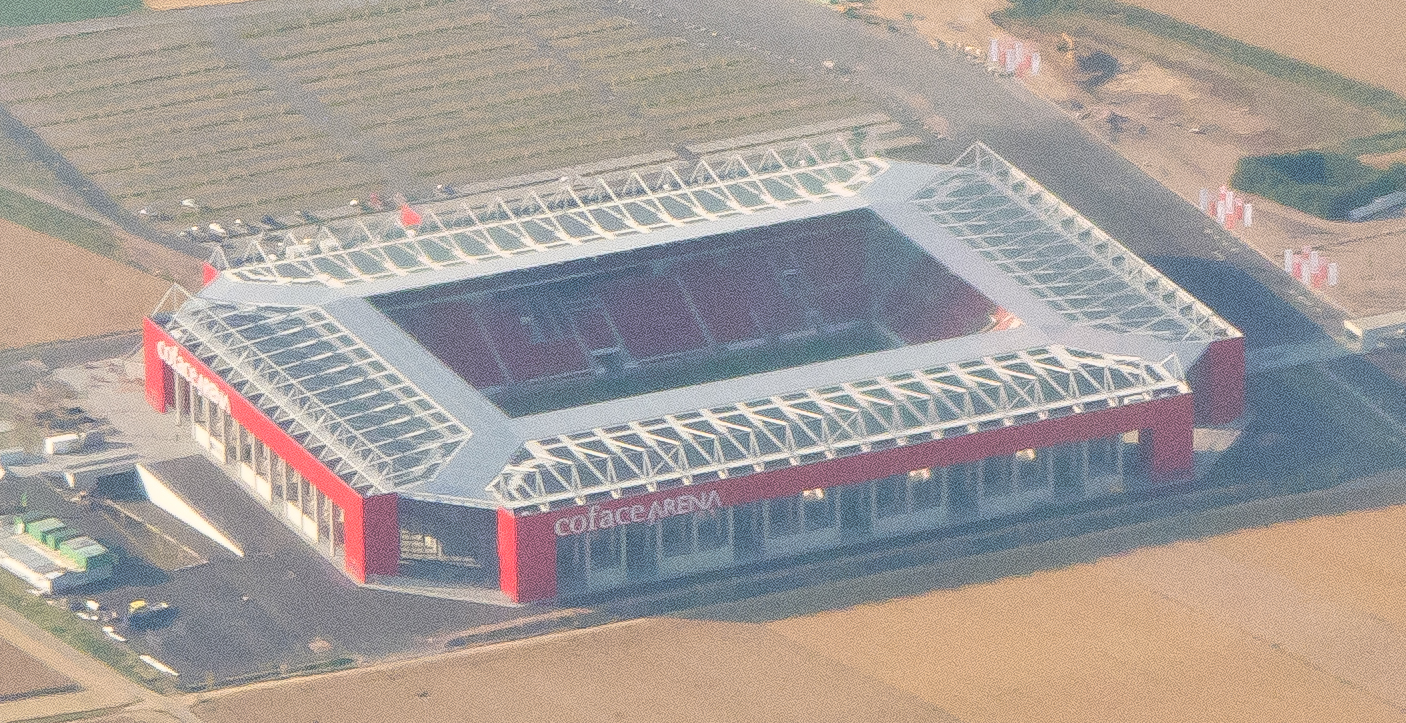
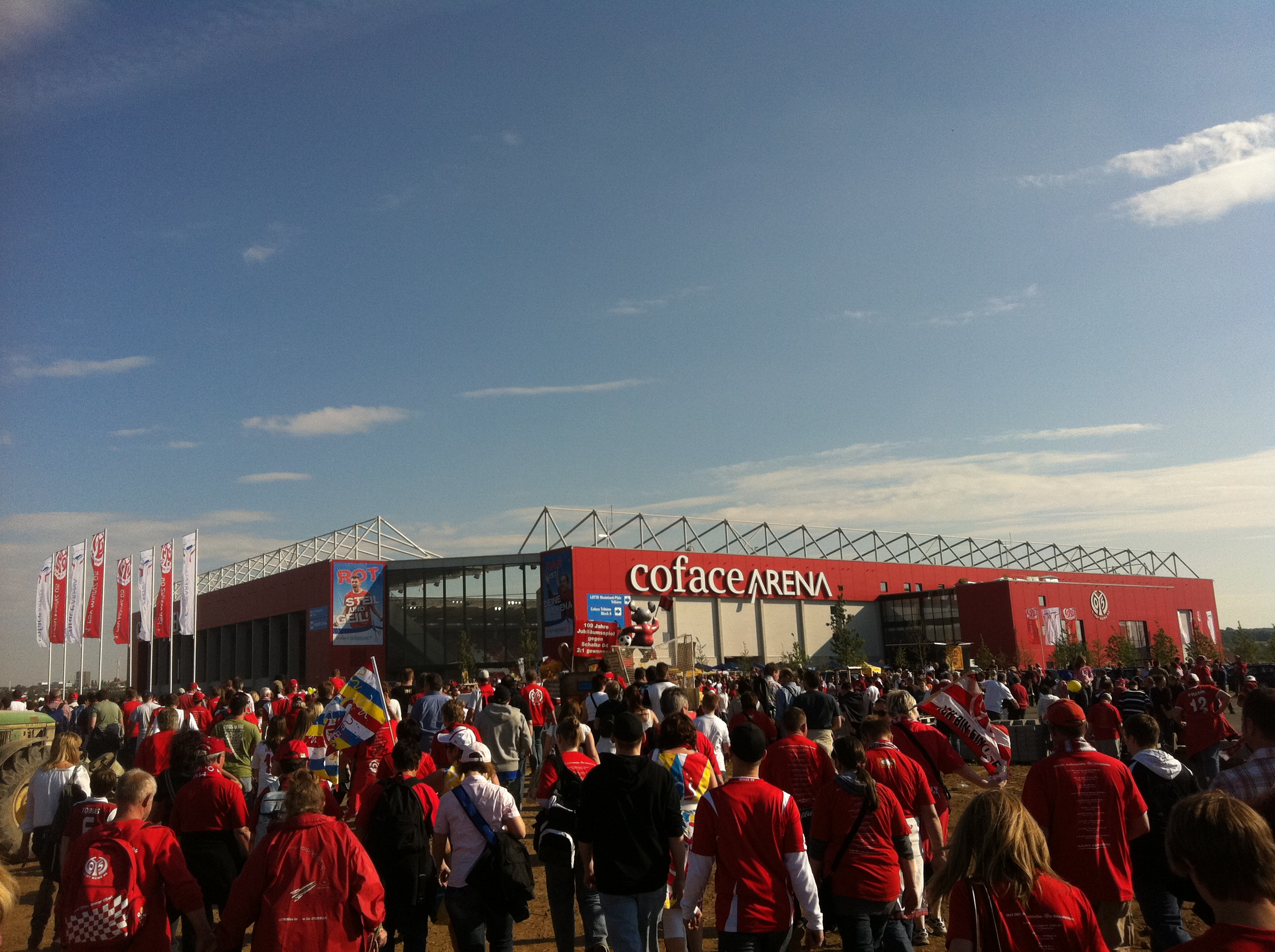